# Lavalette (Hérault)
Lavalette é uma comuna francesa na região administrativa de Occitânia, no departamento de Hérault. Estende-se por uma área de 8,54 km². Em 2010 a comuna tinha 59 habitantes (densidade: 6,9 hab./km²).